# Marila pluricostata
Marila pluricostata là một loài thực vật có hoa trong họ Calophyllaceae. Loài này được Standl. & L.O. Williams mô tả khoa học đầu tiên năm 1952.